# Kindergesichter
Kindergesichter ist der deutsche Titel des französisch-schweizerischen Stummfilmdramas Visages d’enfants. Jacques Feyder realisierte es 1923 nach einem Drehbuch, das er zusammen mit seiner Frau, der Schauspielerin Françoise Rosay, geschrieben hatte, für die Pariser Société des Grands Films und die Produzenten Dimitri De Zoubaloff und Arthur-Adrien Porchet. Der Film kam jedoch erst 1925 in die Kinos.

## Handlung
Dem Bürgermeister des kleinen Bergdorfes Saint-Luc im Wallis, Pierre Amsler, stirbt seine Frau; er bleibt mit seinen beiden Kindern allein zurück. Sein Sohn Jean ist beinahe zehn Jahre alt, seine Tochter Pierette ist erst fünf. Sie vermag das Ereignis noch nicht recht zu verstehen; für ihren Bruder dagegen ist es ein harter Schlag. Mit dem Pfarrer geht er in die Berge, um mit seinem Leid fertigzuwerden.
Pierre, der im Hause wieder eine Frau braucht, tut sich übers Jahr mit Jeanne zusammen, einer jungen Witwe aus dem Dorfe, die auch eine Tochter, Arlette, in die Familie mitbringt. Der kleine Jean aber nimmt seinem Vater die neue Verbindung übel und mag auch die Liebe, die ihm die Stiefmutter entgegenbringt, nicht annehmen. Seine Stiefschwester Arlette empfindet er als Eindringling und will sie loswerden. Sein Hass verleitet ihn zu einer schlimmen Tat. Unter einem Vorwand lockt er sie aus dem Haus in den Schnee, wo sie erfrieren soll.
Als Arlette durch die Wachsamkeit der Bergler gefunden wird, muss Jean dem Vater seine Schuld gestehen. Dieser behandelt ihn fortan noch gleichgültiger als vorher. Da will sich Jean, gepeinigt von Reue, das Leben nehmen und stürzt sich in den Fluss, aus dem ihn aber seine Stiefmutter ziehen und so ins Leben zurückholen kann. Und auch seine Zuneigung kann sie gewinnen: zum ersten Mal nennt er sie Maman …

## Hintergrund
Die Dreharbeiten nahmen dreieinhalb Monate für die Außenszenen in Anspruch; dazu kamen noch zwei Wochen im Studio. Die Aufnahmen wurden in der Südschweiz im Oberwallis, in den Dörfern Saint-Luc und Grimentz, gedreht. Das Kamerateam bestand aus Léonce-Henri Burel, der auch für Abel Gance und später Robert Bresson arbeitete, und seinem Kameraassistenten Paul Parguel. Die Produktion leitete Charles Schuepbach.
Obwohl der Film schon 1923 gedreht worden war, dauerte es wegen eines Streits mit der Verleihfirma noch fast zwei Jahre, bis er ins Kino kam. Den Verleih für Frankreich übernahm schließlich Pathé.
Die Premiere für die Deutsch-Schweiz fand in Genf am 8. Mai 1925 im Saal Alhambra, für die Welsch-Schweiz in Lausanne am 2. Oktober 1925 im Modern Cinema statt. Die französische Erstaufführung erlebte Visages d'Enfants am 24. Januar 1925 in Paris im Gaumont-Palast.
Der Film wurde auch in Deutschland und Österreich, Großbritannien, Spanien, Portugal und Polen aufgeführt. Nach Japan kam er erst am 17. Dezember 1927. Dort erklärte ihn die Filmzeitschrift Kinema Junpō zum „besten europäischen Film des Jahres 1925“.
In den Vereinigten Staaten zeigte man ihn unter dem Titel Faces of Children am 29. Juni 1926 in New York City, in Großbritannien hieß er schlicht Mother. In Deutschland wurde er in einer Bearbeitung durch Richard Hutter, die eine Länge von 2 337 Metern aufwies, durch die Hirschel-Sofar-Film-Verleih GmbH (Nr.: 11 382, 30/09/25) unter dem Titel Die aus erster Ehe vertrieben, kam aber auch unter den Titeln Nach dem Tode der Mutter beziehungsweise Kindergesichter in die Kinos. In Österreich hieß er Die Stimme des Blutes.

## Rezeption

### Publikumsreaktion und Aufführungsgeschichte
Das zeitgenössische Publikum konnte mit Visages d’enfants nichts anfangen: Trotz guter Kritiken wurde der Film ein schwerer Misserfolg an den Kinokassen. Es blieb einzige Arbeit der Lausanner Produzenten Dimitri de Zoubaleff und Arthur-Adrien Porchet.
Das Negativ des Films war lange verschwunden. 1993 wurde unter Beteiligung des Niederländischen Filmmuseums, der Cinémathèque Royale de Belgique, der Cinémathèque Française und des Gosfilmofond Moskau im Rahmen des Media-Programmes der Europäischen Union eine restaurierte und kolorierte Fassung des Films hergestellt. Der Kultursender Arte strahlte Visages d'enfants im deutschen Fernsehen am 13. April 2012 in restaurierter und kolorierter Fassung mit den originalen, aber deutsch untertitelten Zwischentiteln und mit einer neu komponierten Begleitmusik von Antonio Coppola aus.
Die Cinémathèque Suisse brachte 2013 den Film auf DVD heraus.

### Kritiken und Analyse
Laut den Solothurner Filmtagen war Visages d’enfants „das erste Meisterwerk des Schweizer Films“. Der Film hätte seinerzeit ein Novum dargestellt, denn „der ganze Film ist aus der Sicht eines zehnjährigen Buben erzählt. Der Filmmacher hat es geschafft, diesem traurigen Thema eine Botschaft der Hoffnung abzugewinnen, die auch heute noch die jungen Zuschauer anspricht.“ (Solothurner Filmtage 28. Januar 2014) Die Schweizer Internetseite Molodezhnaja schreibt: “Das Dorf ist Dreh- und Angelpunkt des Lebens, gegen Außen ist man abgeschottet durch die Berge. Die Familie als nächstkleinere Einheit ist hier in ihren Grundfesten bedroht, weil sich das Kind nicht einordnen will. Es ist kein Akt der Rebellion, sondern einer des Herzens. Der Bub, famos gespielt vom Pariser Straßenjungen Jean Forest, den Jacques Feyder für seinen vorherigen Film "Crainquebille" entdeckt hatte, empfindet Leid und Einsamkeit. Etwas, was ihm der Vater nicht goutiert. Für ihn muss das Leben weitergehen, und man mag es ihm nicht einmal verübeln, angesichts der Umstände. Doch Feyder und seine Ehefrau Françoise Rosay, die zusammen das Drehbuch schrieben, klagen die Kälte und Härte an, die mit dieser Pflichterfüllung einhergehen. "Visages d'enfants" ist ein Manifest für mehr Menschlichkeit, auch in harten Situationen.”
James Travers führt die Szene, in der die Kinder miteinander essen und sich streiten, als Beispiel für Feyders Beobachtungsgabe an, die sich in seiner Aufmerksamkeit auch auf Kleinigkeiten zeige. Ihr Naturalismus verleihe dem Film eine eigenartige Empfindung von Zeitlosigkeit. Tobias Knebe schrieb 2010 in der Süddeutschen Zeitung, das Schauspiel in Kindergesichter sei von „fast schockierender Modernität, die auf jegliche Ausrufezeichen in ihrer Performance verzichten: Erwachsene, die ihre Emotionen oft gar nicht oder nur verhalten zeigen, Kinder, die wie wirkliche Kinder lachen, zanken, schmollen und träumen und mit einer Liebe und Sicherheit inszeniert sind, die seitdem auch nicht mehr übertroffen wurde.“ Der Film habe „die Kraft, jedes Publikum zu bewegen – und zwar so, als wäre er nicht vor mehr als achtzig Jahren entstanden, sondern heute. Und genauso faszinierend sehen die Bilder aus.“
Vielfach bemerkten Kritiker auch die Einbeziehung der Natur in den Film. Grégory Cavatino weist darauf hin, dass Feyder die Landschaft und die Natur als Mitspieler in seine Handlung einbettet, wie dies im schwedischen Kino durch Victor Sjöström geschah. So filmte Feyders Chéfoperateur Léonce-Henri Burel den Abgang einer Lawine spektakulär aus dem Blickwinkel der Lawine. Als Beispiel für die Einführung filmtechnischer Neuerungen nennt er die tatsächlich bei Nacht gedrehten Aufnahmen vom Zusammentreffen der Bergler auf ihrer Suche nach der kleinen Arlette mit dem Abgang der Lawine. Zu einer Zeit, da es üblich war, Nachtaufnahmen bei Tag zu filmen und dafür dann den Film grün oder blau zu färben, lässt er die Szene nur durch die Fackeln beleuchten, welche die Bergler mit sich führen. Cavatino nennt die Szene “ein Wunder und eine wahre Augenlust”, den ganzen Film “ein wertvolles und unersetzliches Kinostück, ein Kunstwerk”. Tobias Knebe in der Süddeutschen Zeitung schrieb, die Bilder seien „oft von dichter, leuchtender Schönheit, doch diese Schönheit wird niemals ausgestellt. Jedem Regisseur würde man verzeihen, wenn er den Fokus kurz von seinen Darstellern und seiner Geschichte nähme, um beispielsweise einen spektakulären Gipfel in den Blick zu rücken – und fast jeder würde es tun. Aber nicht Feyder!“.
Den Einfluss von David Wark Griffith auf die Auflösung des Handlungsverlaufs wurde ebenfalls gesehen, unter anderem in der Sequenz, in welcher der Junge sich, vom schlechten Gewissen getrieben, in den Fluss stürzt und von der Stiefmutter vor dem sicheren Tod in der Strömung gerettet wird. Diese Szene steht möglicherweise in Zusammenhang mit Griffiths Meisterwerk Way Down East (1920), welches mit Verspätung 1922 in Paris aufgeführt worden war, nur wenige Monate, bevor Feyder mit der Abfassung seines Drehbuches begonnen hatte. Den Kritikern, die das Happy End als Zugeständnis an die Kinokasse deuten, wurde entgegen gehalten, dass selten die Auflösung eines filmischen Konfliktes so meisterhaft vorbereitet und eingesetzt worden sei, unter anderem in der feinfühlig verwendeten und häufig wiederkehrenden Symbolik von Wasser in Feyders Bergler-Drama.
In dieser Meinung trifft er sich mit Daniel Hermsdorf, der ebenfalls auf die Wassersymbolik bei Feyder weist, zusätzlich aber auch noch auf den fetischisierenden Gebrauch, den der Junge von der Photographie und der Brosche seiner verstorbenen Mutter macht, und die Art, wie Feyder ihn ins Bild fasst. Als Beispiel für Feyders filmsprachlich sensitiven Einsatz der Kinotechnik führt Hermsdorf die Doppelbelichtung an, mit welcher er die Sorge der Stiefmutter um den Jungen visualisiert, indem er ihr Gesicht mit Bildern des reißenden Flusses überlagert, und interpretiert sie als letzte symbolische Vorstufe zu dem Bild, in dem sie ihn nach geglückter Rettung in die Arme nimmt und so das neu gewonnene Vertrauen bekräftigt.

## DVD-Veröffentlichung
- Kindergesichter. Ein Film von Jacques Feyder. absolut-Medien, Berlin 2006, ISBN 3-89848-854-3.